# بخش راگوندا
بخش راگوندا (به سوئدی: Ragunda kommun) یک شهر در سوئد است که در شهرستان یمتلاند واقع شده‌است.

## خواهرخوانده
شهرهای استیوردال، Karstula و Broby Municipality خواهرخوانده‌های بخش راگوندا هستند.

## نگارخانه

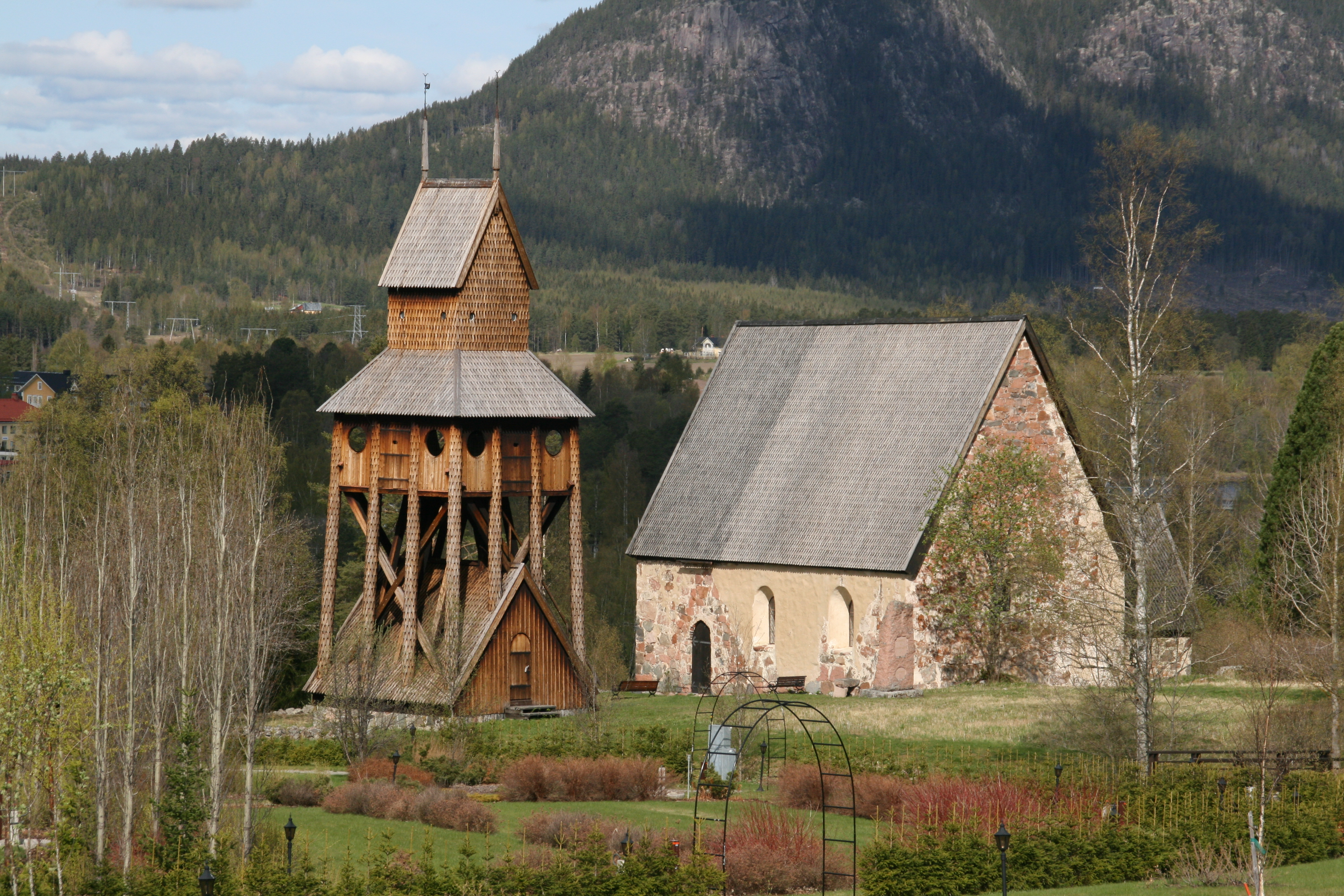
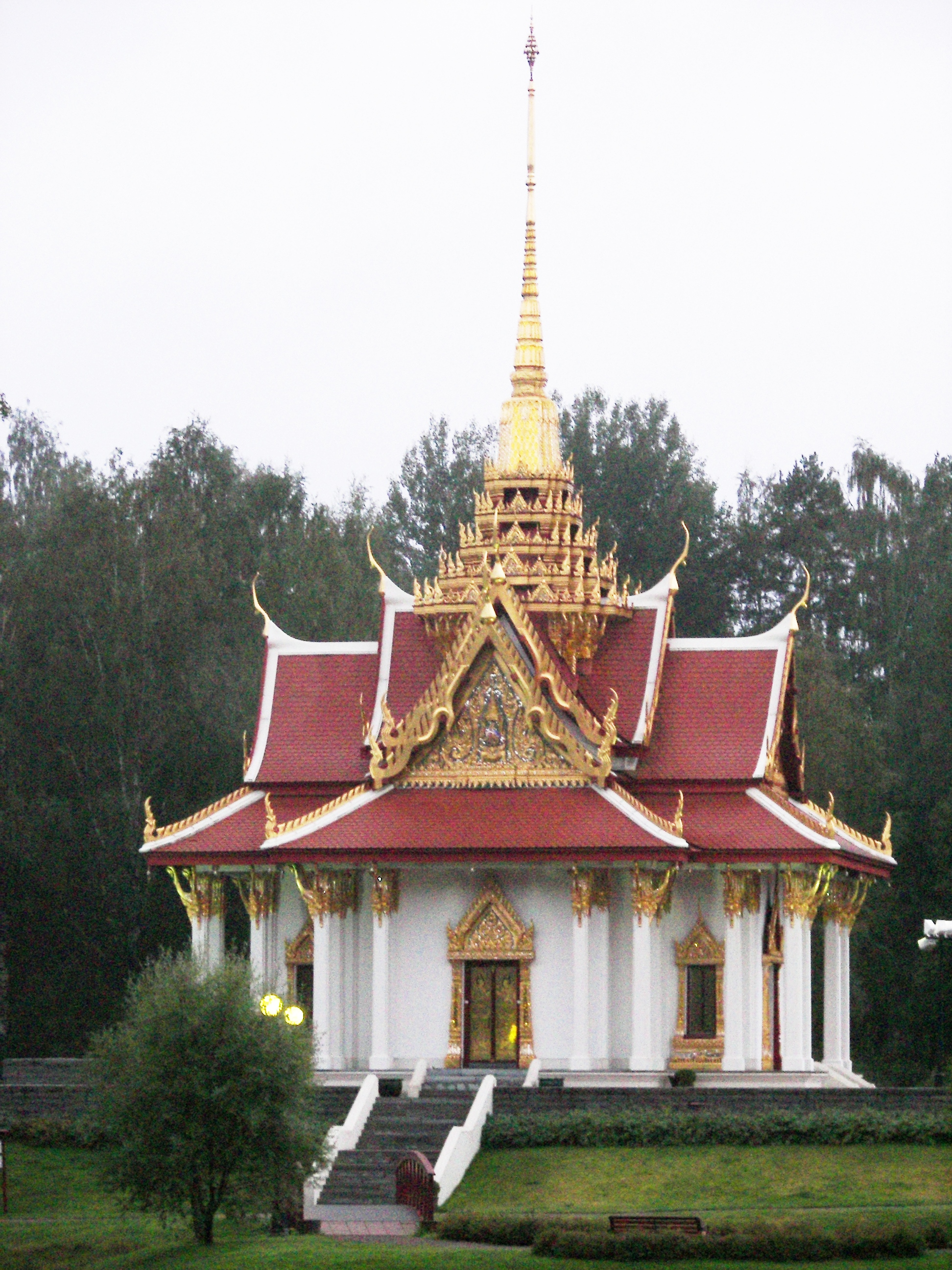
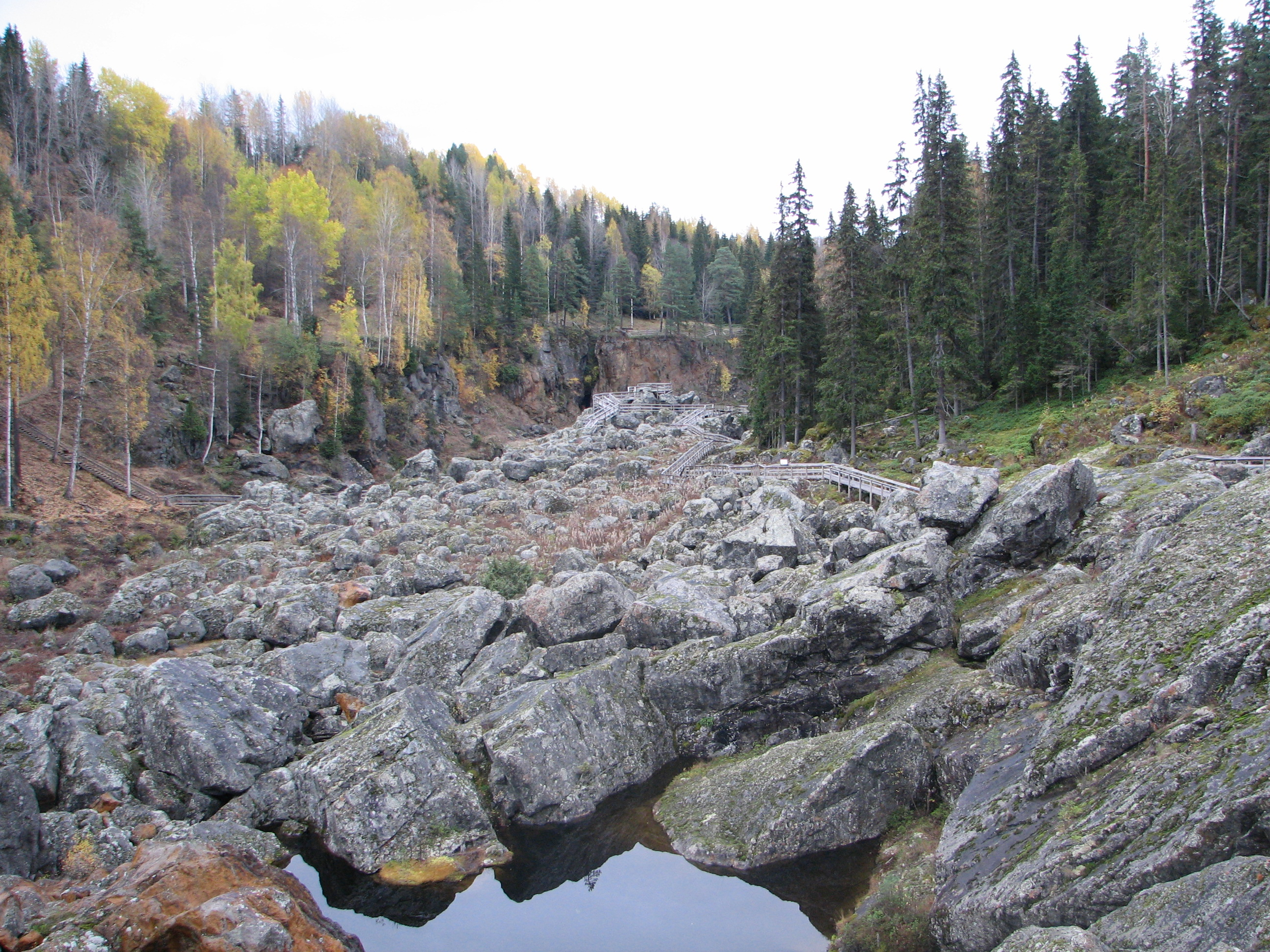
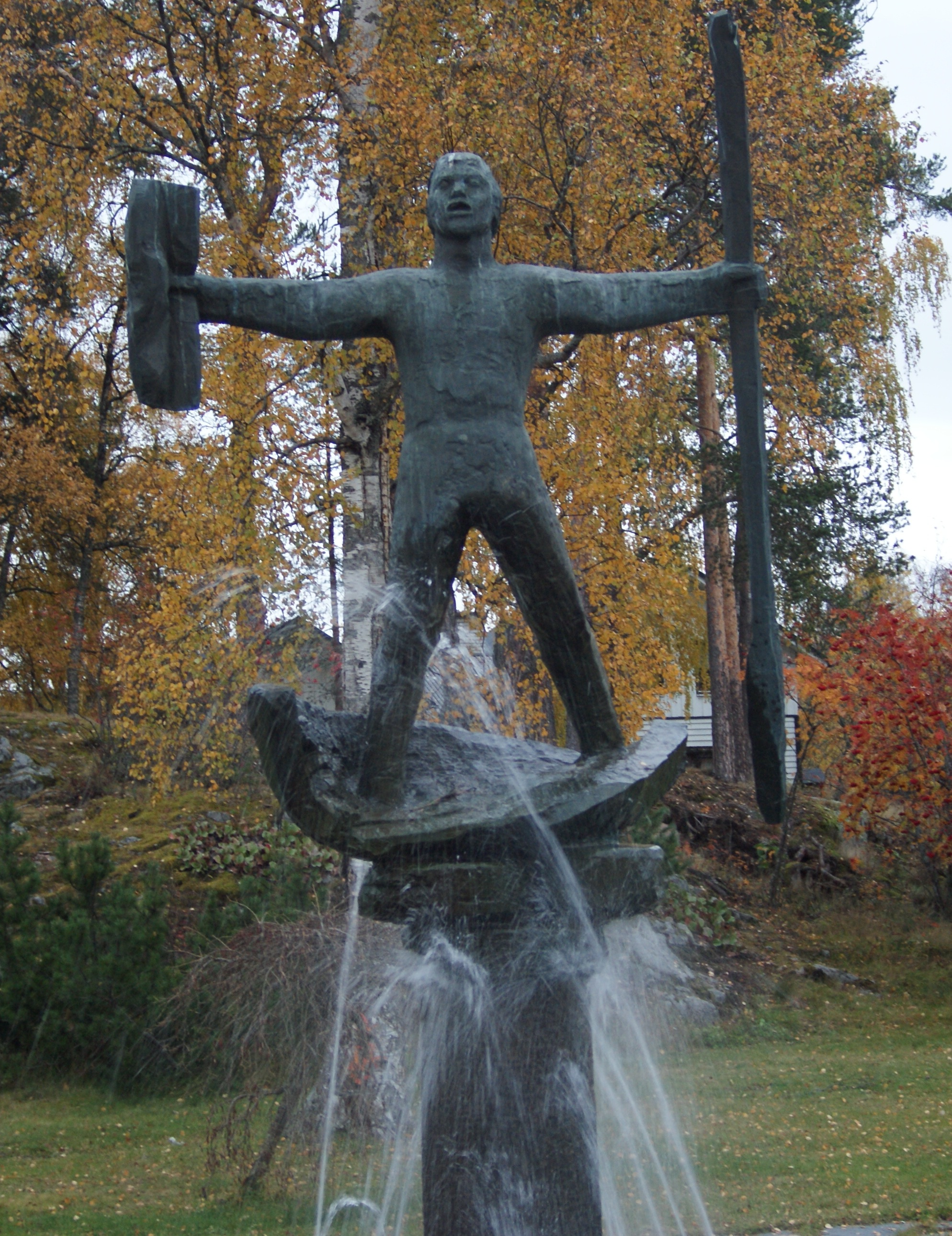